# Svazek obcí region Jihozápad
Svazek obcí Region Jihozápad je dobrovolný svazek obcí podle zákona v okresech Praha-západ a Beroun. Jeho sídlem jsou Jinočany a jeho cílem je rozvoj mikroregionu, ÚP, životního prostředí a cestovního ruchu. Založen byl v roce 2001, aktuálně sdružuje 15 obcí.

## Obce sdružené v mikroregionu
- Dobříč
- Drahelčice
- Choteč
- Chrášťany
- Chýnice
- Jinočany
- Loděnice
- Mezouň
- Nučice
- Ořech
- Ptice
- Rudná
- Tachlovice
- Úhonice
- Zbuzany